# Bursins
Bursins est une commune suisse du canton de Vaud, située dans le district de Nyon.

## Population

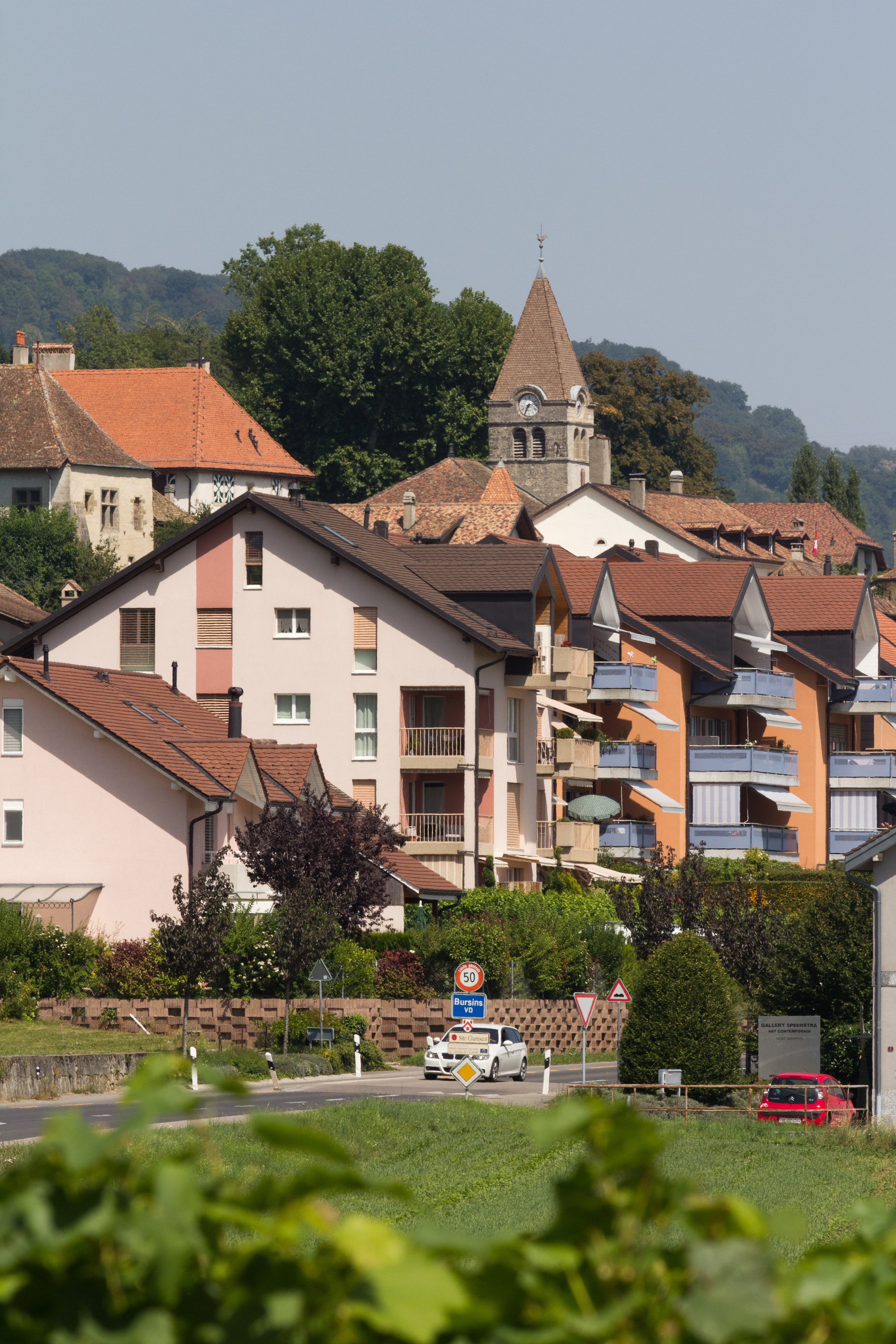
Vue de l'entrée du village par la route de l'Etraz. Le clocher de l'ancienne église Saint-Martin émerge des bâtiments voisins.

### Gentilé et surnoms
Les habitants de la commune se nomment les Bursinois.
Ils sont surnommés les Caque-Drâche (lè Caca-Drâtse en patois vaudois), la drâche désignant le sédiment du beurre fondu (les Bursinois possédaient de grands pâturages), ou les Mange-Brebis (lè Medze-Fâïe).

## Monuments

Outre le château (en fait ancien prieuré, voir Église), et la maison forte du Rosay,, la commune compte deux objets classés comme biens culturels d'importance nationale : l'ancienne église Saint-Martin et son prieuré du XIe siècle ainsi que la tuilerie de Vinzel.
Le village comporte encore d'autres édifices intéressants, tels que l'ancienne maison de ville (la Ruelle 2), pittoresque édifice à haute toiture (propriété communale dès 1608 abritant aussi le « collège ») et qui a passé en mains privées en 1816. Ou l'ancienne auberge de l'Ours (Grand-Rue 14), dont l'histoire remonte à 1486 et à François Cottoz, alors tuilier de Bursins. Ou encore d'élégantes demeures de réfugiés huguenots avec leur air de petit château, comme l'ancienne maison de Salgas (rue de l'Église 16), bâtiment de la fin du Moyen Âge transformé vers 1731, et l'ancienne maison de Montcalm-Gozon (rue de l'Église 5), construite vers  1736. L'ancienne maison Prodhom (route de la Perrette 5), dont l'histoire remonte à 1379, comporte de remarquables éléments de la fin du Moyen Âge.
Depuis 2022, le village, grâce à sa beauté architecturale, son histoire et sa situation privilégiée, fait partie de l'association « Les plus beaux villages de Suisse ».

## Personnalités
- Peter Ustinov, acteur, y vit dès 1957 jusqu'à sa mort en 2004. Il y est enterré.
- Guy Parmelin (1959-), conseiller fédéral élu le 9 décembre 2015, président de la Confédération en 2021.